# Filozofska fakulteta v Tuzli
Filozofska fakulteta (izvirno bosansko Filozofski fakultet u Tuzli), s sedežem v Tuzli, je fakulteta, ki je članica Univerze v Tuzli.
Trenutni dekan je prof. dr. Azem Kožar.